# Pycnonotus leucogenys
Pycnonotus leucogenys là một loài chim trong họ Pycnonotidae.